# Bataille de Homildon Hill
Ne doit pas être confondu avec la bataille de Halidon Hill.
La bataille de Homildon Hill (ou Humbleton Hill), opposa le royaume d'Angleterre et le royaume d'Écosse le 14 septembre 1402.

## Contexte
Peu après que les deux royaumes ont répudié la trêve de Leulinghem, ils commencèrent à lancer des raids le long de la frontière. Robert Stuart, 1er duc d'Albany et régent du royaume d'Écosse au nom de son frère Robert III, encouragea les raids écossais en Angleterre. Le 22 juin 1402, une petite armée écossaise, revenant d'un de ces raids, fut battue par Georges Dunbar, fils du comte de March, à la bataille de Nesbit Moor.
Archibald Douglas, 4e comte de Douglas, un des chefs militaires écossais les plus expérimentés, décida en réponse de conduire une expédition punitive en Angleterre. Avec Murdoch Stuart, fils d'Albany, il se dirigea vers Newcastle upon Tyne. À la tête de 10 000 hommes, il pilla le comté de Northumberland.

## La bataille
Le comte de March persuada Henry Percy, 1er comte de Northumberland, et son fils Harry "Hotspur" d'attendre les Écossais à Wooler. Lorsque les forces de Douglas établirent leur camp à Milfield, les Anglais les pourchassèrent. L'armée écossaise parvint cependant à se retirer sur la colline de Homildon, et organisa ses traditionnels Schiltrons.
Douglas n'avait pas changé de tactique depuis la terrible défaite écossaise à la bataille de Halidon Hill en 1333. Les Schiltrons furent une cible facile pour les archers anglais, et commencèrent à vaciller. Une centaine d'hommes choisirent de charger l'ennemi sous le cri de ralliement :

« Il vaut mieux être tué dans la mêlée que d'être abattu comme un cerf. »

 Ils furent exterminés. Le corps d'armée principal de Douglas attaqua les Anglais qui étaient encore indemnes et fut mis en déroute.
Beaucoup de capitaines écossais furent capturés dont George Douglas, 1er comte d'Angus, Henry II Sinclair, comte des Orcades et Murdoch Stuart. Douglas fut lui-même capturé après avoir perdu un œil au combat.

## Conséquences
Ayant perdu de nombreux hommes lors de la bataille, Albany se trouva dans une situation militaire et politique précaire. L'Écosse ne fut cependant pas envahie par l'Angleterre car Henri IV devait faire face à la révolte galloise d'Owain Glyndwr.
Hotspur voulut faire payer de nombreuses rançons aux prisonniers capturés mais le roi le lui interdit, craignant sans doute que de si nombreux hommes libérés ne forment une nouvelle armée d'invasion. En colère, il dénonça la campagne inefficace d'Henri au Pays de Galles et se révolta à l'été 1403 avant d'être vaincu et tué à la bataille de Shrewsbury.

## Dans les arts
Dans Henry IV de William Shakespeare, la pièce s'ouvre sur l'annonce de la victoire anglaise d'Homildon Hill.